# Paul Schmook
Paul Schmook (* 23. März 1860 in Stralsund; † 25. November 1921 in Berlin; geboren Paul August Wilhelm Franz Ludwig Georg Schmock) war ein deutscher Jurist, 2. Bürgermeister von Halberstadt (1888–1890) und Bürgermeister von Burbach-Malstatt (1900–1909).

## Leben
Nach Schulausbildung und Reifeprüfung studierte er Rechtswissenschaften an der Julius-Maximilians-Universität Würzburg und der Friedrich-Wilhelms-Universität zu Berlin. Sein erstes juristisches Staatsexamen legte er am 23. Juni 1881 ab, es folgte das Referendariat an den Gerichten zu Stralsund, Altona, Wandsbek und Kiel. Danach bestand er am 19. April 1886 die zweite juristische Staatsprüfung. Ab dem 2. Juli im selben Jahr war Paul Schmook Assessor bis zum 10. September 1888 beim Magistrat von Berlin.
Erst am 24. März 1903 änderte er seinen bisherigen Familiennamen von „Schmock“ zu „Schmook“. Zur Begründung dürfte der seinerzeit sehr verbreitete Gebrauch des Schimpfnamens Schmock in der Lesart „leeres, geschwollenes Gerede“ hinreichend gewesen sein, was einer angestrebten Karriere in der Politik sicher nur abträglich sein konnte.

## Öffentliche Ämter
Er wurde am 10. September 1888 Zweiter Bürgermeister in Halberstadt und hatte dieses Amt bis zum 14. Juni 1890 inne. Im Anschluss daran war er bis zum 31. März 1898 besoldeter Gemeindevorsteher in Berlin-Schöneberg. Am 1. Juli 1898 wurde er bis zum 2. Juli 1900 Gemeindevorsteher in Treptow. Schmook stellte sich am 25. Mai 1900 zur Wahl für das Amt des Bürgermeisters von Malstatt-Burbach, eines nordöstlich gelegenen Vororts der Stadt Saarbrücken. Am 2. Juli 1900 bestätigte die Trierer Regierung seine Wahl, er wurde zum 19. Juli im selben Jahr in sein Amt eingeführt.
Auf Beschluss der Saarbrücker Stadtverordnetenversammlung vom 15. August 1907, bestätigt am 1. Oktober, erhielt Schmook zusätzlich zu seinem Bürgermeisteramt vor Ort den Auftrag zur kommissarischen Verwaltung der benachbarten Kommune Saarbrücken ab dem 19. Oktober 1907 – sein dortiger Amtskollege Feldmann hatte nämlich seine Entpflichtungsurkunde mit Wirkung zum 1. Januar 1908 zu diesem Zeitpunkt bereits gezeichnet und befand sich im vorgezogenen Ruhestand. Schmooks Ziel sollte es werden, aus den Gemeinden Alt-Saarbrücken mit Burbach-Malstatt und Sankt Johann die Großstadt Saarbrücken zu bilden. Er war an der Ausarbeitung des Einigungsvertrages mit den Sankt Johannern maßgeblich beteiligt, die Verwaltungsgremien beider Seiten gaben am 5. Dezember 1908 grünes Licht. Seine Amtszeit endete einen Tag vor der vertraglich festgesetzten Fusion zum 31. März 1909. Weder Paul Schmook noch sein Sankt Johanner Amtskollege Paul Neff wollten sich danach der jeweils anderen Kommunalverwaltung unterstellen. Die Stelle des neuen Bürgermeisters wurde ausgeschrieben, die Wahl fiel am 6. Mai 1909 auf Emil Mangold.
Der Verwaltungsjurist Schmook kehrte nachfolgend der frischgebackenen Saar-Metropole für immer den Rücken. Er wurde zum 1. April 1909 Regierungsrat in Marienwerder (Westpreußen), 1911–1919 war er Vorsitzender der Veranlagungskommission der preußischen Finanzverwaltung in Danzig. Es folgten Beschäftigungen beim Oberpräsidenten in Koblenz und beim Landesfinanzamt Breslau. Seit September 1920 war Schmook Oberregierungsrat und Vorsteher des Finanzamtes Berlin-Lichtenberg.

## Die Saarbrücker Stadteinigung
Seit Jahren rangen die Gemeindeväter der Siedlungen links und rechts der Saar um eine Union. Im Grunde von jeder Seite durchaus gewollt, brachten doch Streitigkeiten im Detail die Bemühungen immer wieder ins Stocken. Der Konflikt gipfelte 1894 in einem Pistolenduell auf Leben und Tod zwischen dem Alt-Saarbrücker Prinzipal Friedrich Wilhelm Feldmann gegen seinen Sankt Johanner Amtskollegen Paul Neff. Über Jahre hinweg wurde nichts weiter erreicht als die Assimilation des Dorfes Sankt Arnual zum Alt-Saarbrücker Stadtgebiet 1897. Bewegung kam erst wieder ab 1905 in die Sache, der Zusammenschluss 1908 endlich besiegelt. Der Rest war Routine. Durch den amtierenden Regierungspräsidenten Constanz von Baltz gelangte das Abkommen an das preußische Innenministerium. Nach seiner Verabschiedung im Gesetzgebungsverfahren des Preußischen Landtags trat die Einigung mit Kaiser kaiserlicher Unterschrift zum 1. April 1909 in Kraft. Am 16. und 17. April 1909 wählte Saarbrücken bereits seine erste einheitliche Stadtverordnetenversammlung.

## Ehrenämter
- Im Krieg 1914–1918 beim XVII. Generalkommando